# Maurice Brown (Jazzmusiker)

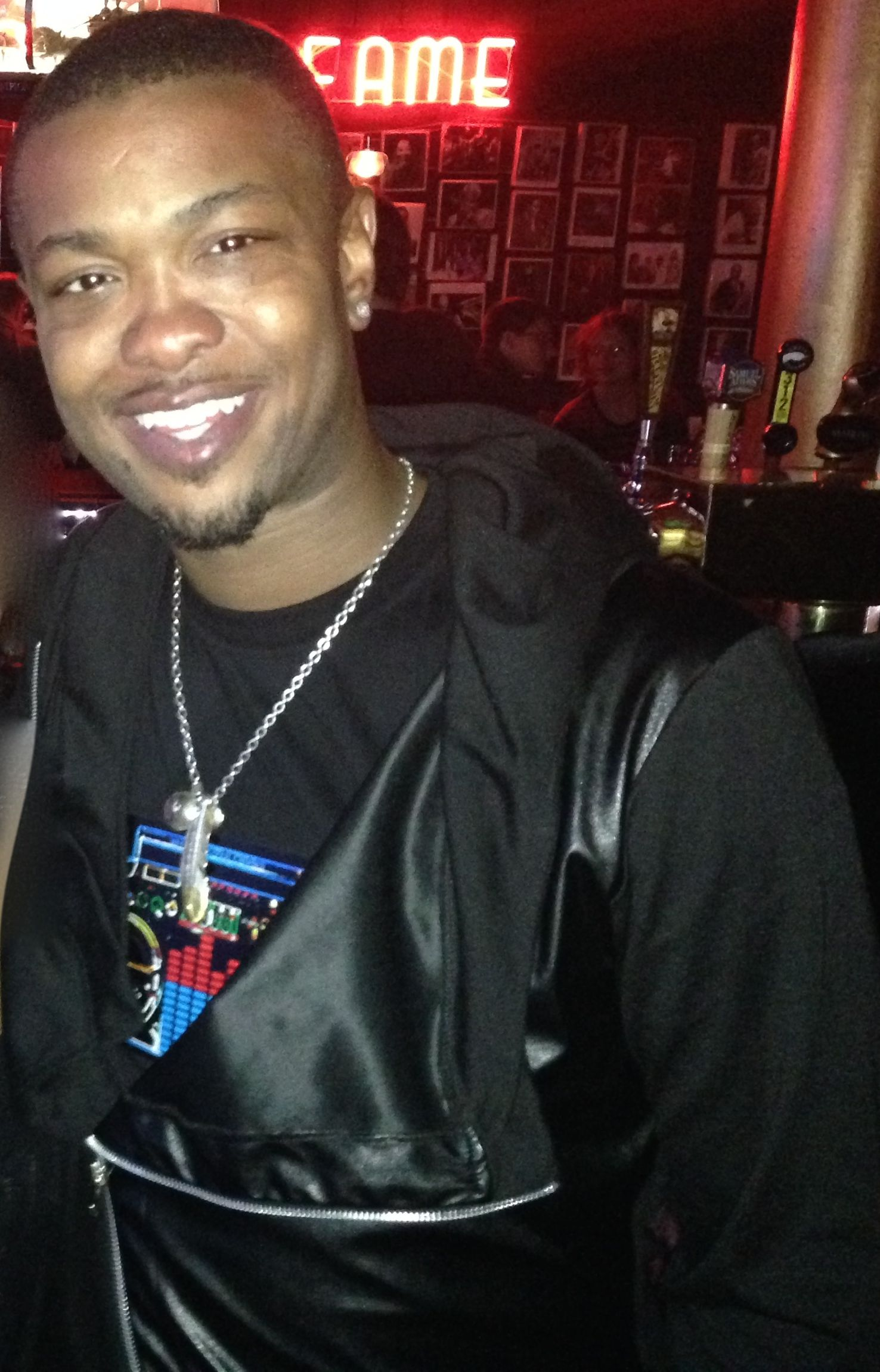
Maurice Brown (2014)

Maurice „Mobetta“ Brown (* 6. Januar 1981 in Harvey (Illinois)) ist ein amerikanischer Jazzmusiker (Trompete, Rap, Komposition), der auch im Bereich des Hip-Hop und des Blues tätig ist. 

## Leben und Wirken
Brown nahm in der Schulzeit als Trompeter an einem Seminar von Wynton Marsalis teil. Während er die High School besuchte, wurde er Mitglied der National High School Grammy Band. Brown besuchte zunächst die Northern Illinois University. Nachdem er 2001 den nationalen Miles-Davis-Trompetenwettbewerb gewonnen hatte, erhielt er einen Studienplatz an der Southern University in Baton Rouge, wo er bei Alvin Batiste studierte. Sein Debütalbum Hip to Bop (2004) entstand in New Orleans. Dort spielte er auch mit Musikern wie Clark Terry, Johnny Griffin, Ellis Marsalis und Lonnie Plaxico. Weiterhin nahm er mit Curtis Fuller, Fred Anderson, Roy Hargrove, Michelle Carr und Ernest Dawkins auf. 
Bedingt durch Hurrikan Katrina zog er nach New York City, wo er an Aufnahmen von Aretha Franklin, Wyclef Jean, De La Soul, Macy Gray, Dr. Lonnie Smith, Lettuce und The Roots beteiligt war. Sein zweites Album, The Cycle of Love (2009) wurde von National Public Radio als eine der besten Aufnahmen des Jahres ausgezeichnet. Dann wurde er Mitglied der Tedeschi Trucks Band, mit der er für deren Debütalbum, Revelator, 2011 den Grammy für das beste Blues-Album erhielt.
Browns Eintauchen in den Hip-Hop als Musiker/Produzent/Lyriker gipfelte 2014 in der Veröffentlichung seines Albums Maurice vs. Mobetta mit Gastrappern wie Talib Kweli, Prodigy, Consequence und Jean Grae. 2015 verließ er die Tedeschi Trunks Band, um seine Solokarriere weiter zu verfolgen. 2017 erschien sein Album The Mood. 2018 begleitete er Anderson Paak und die Free Nationals auf ihrer weltweiten Tournee, um dann mit Kamasi Washington aufzutreten. Er ist auch auf Alben von Ramsey Lewis, Kenny Garrett und Chelsea Baratz zu hören und gab am Broadway sein Debüt mit Dave Chappelle, Paak und dem Bassisten Thundercat. Für den Rapper Logic schrieb er Arrangements. Zu hören war er auch auf Dr. Lonnie Smiths Evolution (2016) und Brandee Youngers Somewhere Different (2021).